# فنس لیک (نیومکزیکو)
فنس لیک، نیومکزیکو (به انگلیسی: Fence Lake) یک منطقهٔ مسکونی در ایالات متحده آمریکا است که در نیومکزیکو واقع شده‌است. فنس لیک ۴۳٫۸ کیلومتر مربع مساحت و ۴۲ نفر جمعیت دارد و ۲٬۱۵۴٫۹۶ متر بالاتر از سطح دریا واقع شده‌است.

## نگارخانه

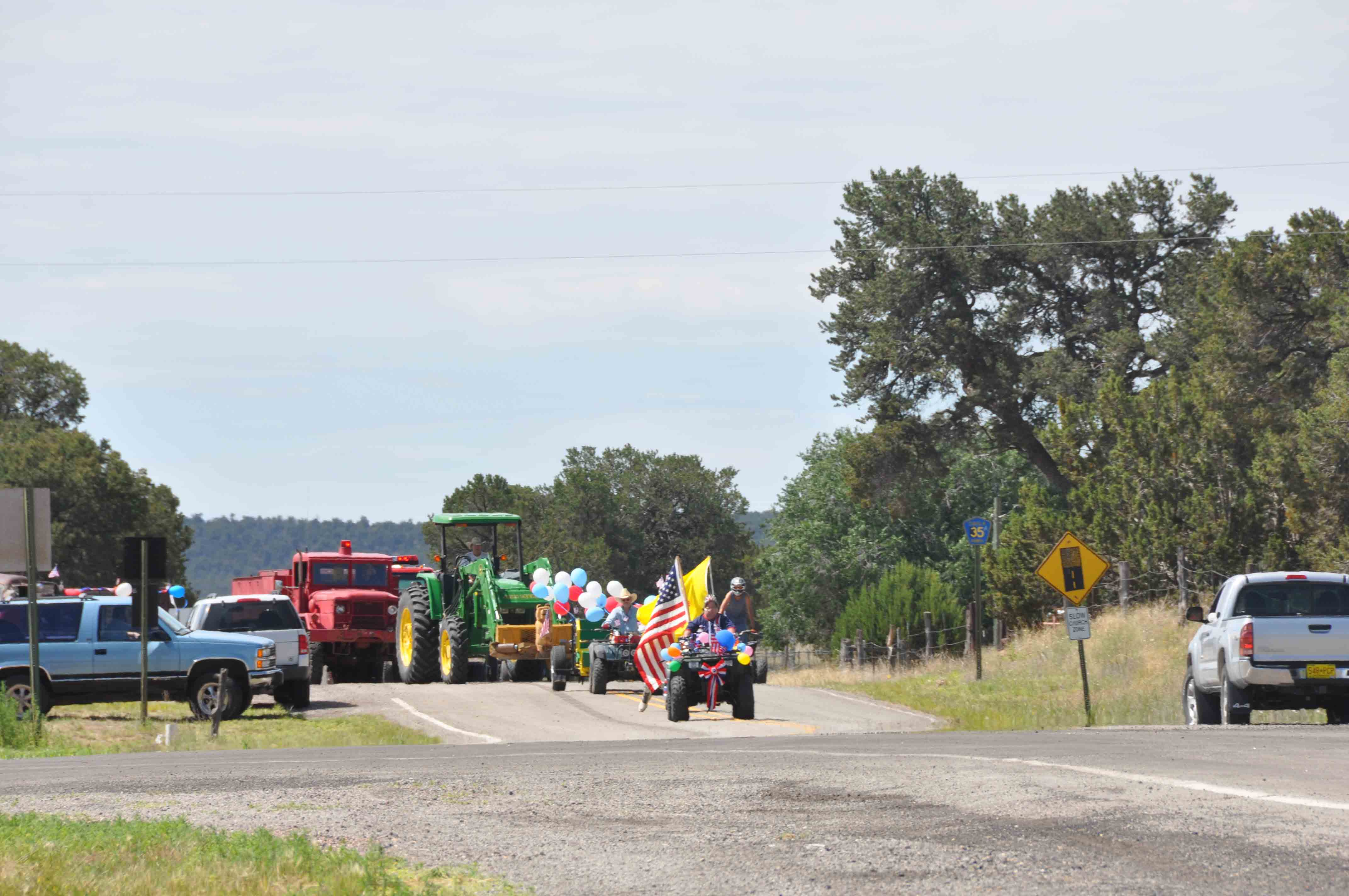
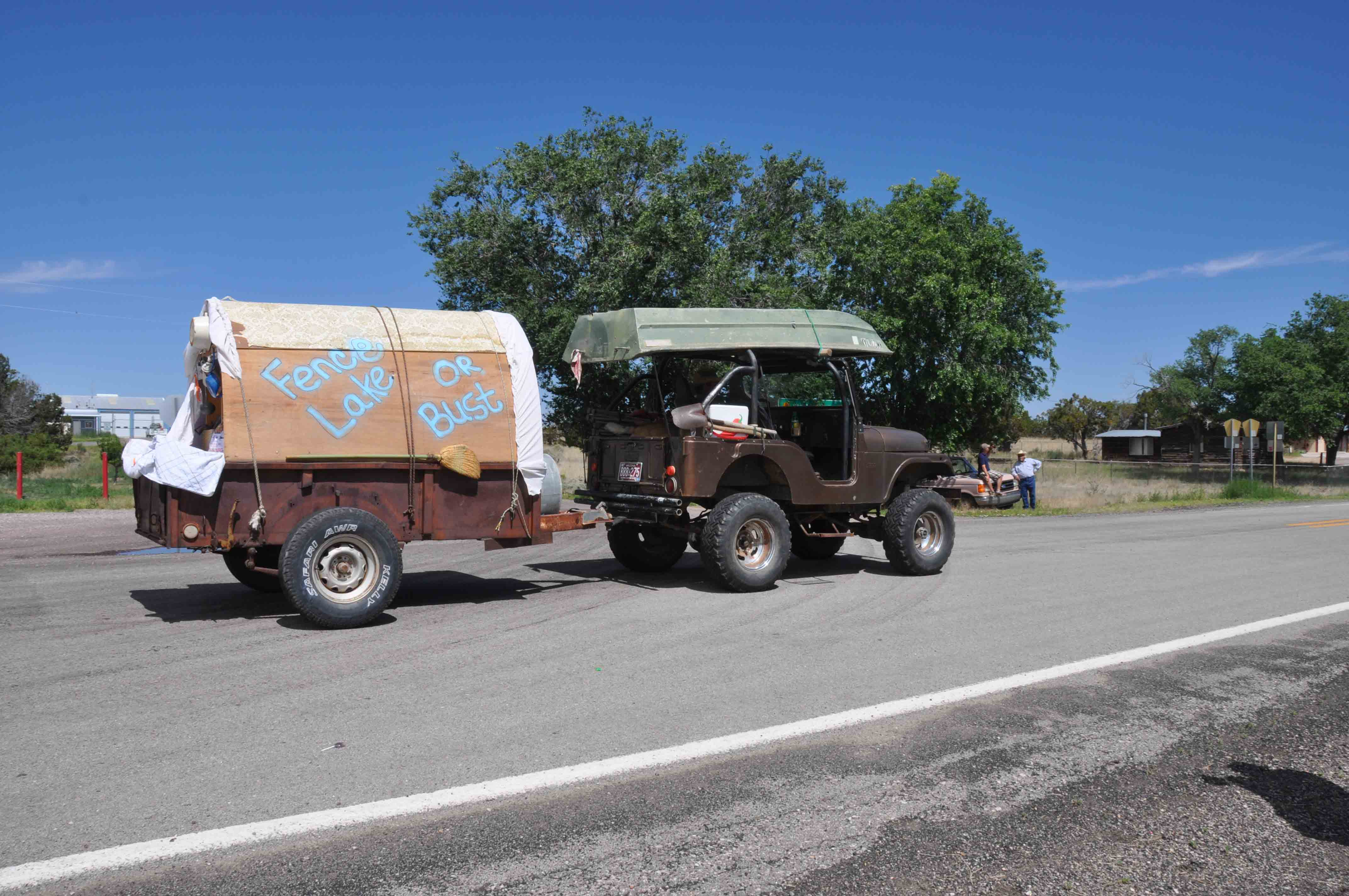
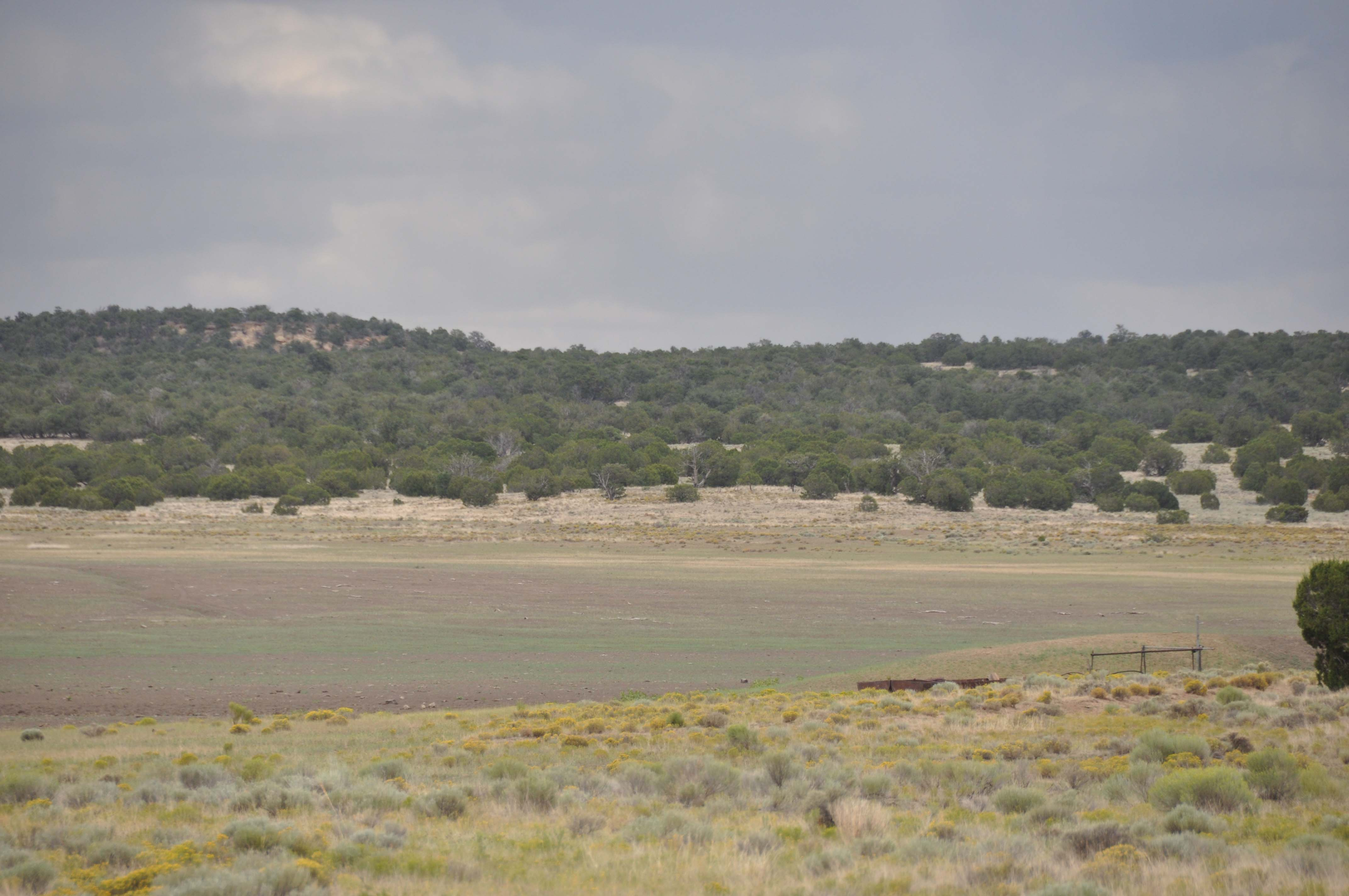
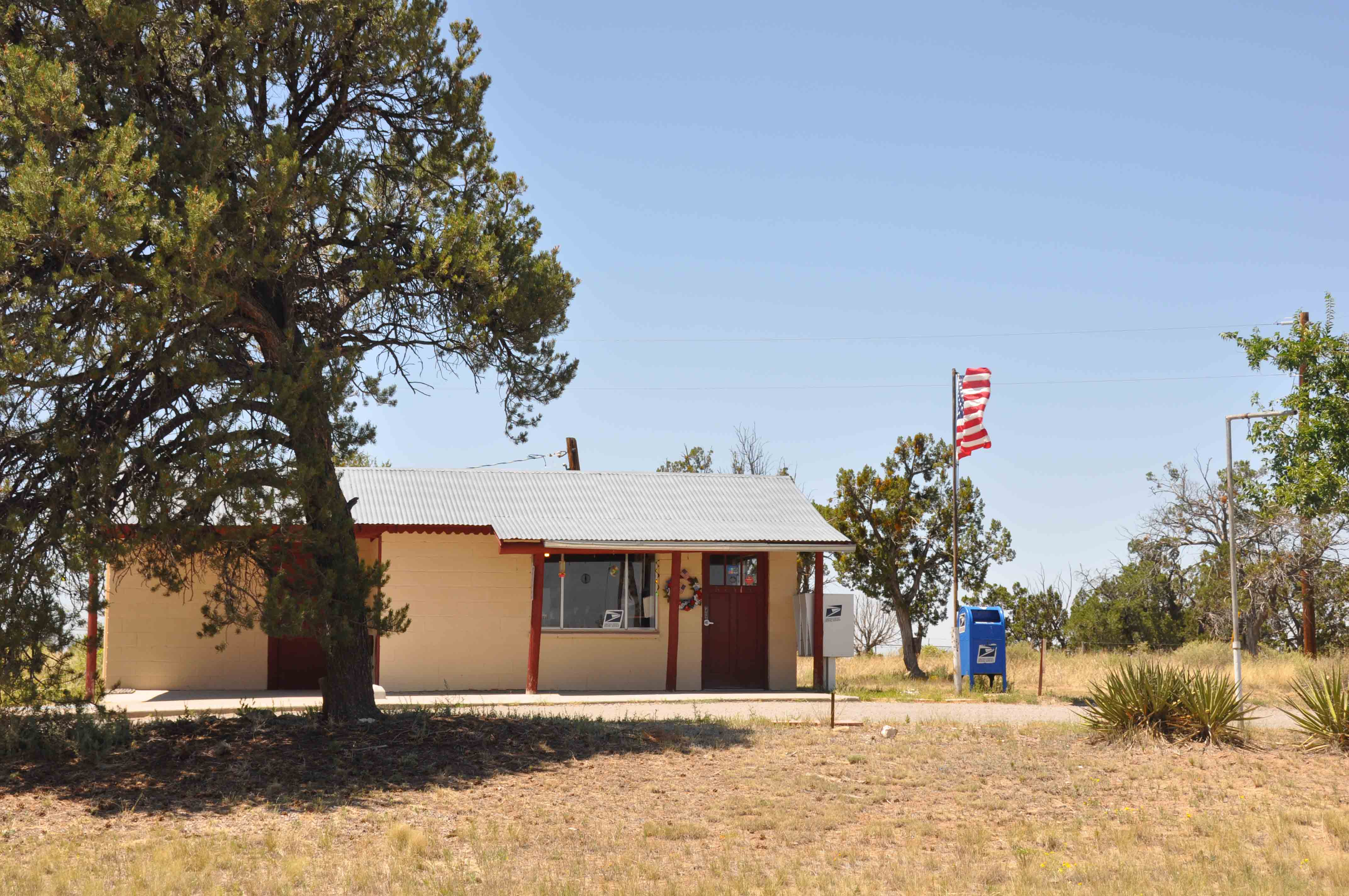